# Euxoa remota
Euxoa remota là một loài bướm đêm trong họ Noctuidae.